# Kasteel Vordingborg
Het kasteel Vordingborg (Deens: Vordingborg Slot of Vordingborg Slotsruin) bestaat vandaag de dag alleen nog uit ruïnes die zich bevinden in de stad Vordingborg, Denemarken. Ze vormen de beroemdste attractie van de stad.

## Geschiedenis
Het kasteel werd in 1175 gebouwd in opdracht koning Waldemar I van Denemarken als verdedigingsfort en als basis van waaruit aanvallen op de Duitse kust konden worden uitgevoerd. Zijn halfbroer bouwde nog een kasteel op een andere, afgelegen plek. Koning Waldemar I gebruikte het kasteel op dezelfde manier voor uitbreiding naar de Oostzee, en in 1241 creëerde hij het hervormde rechtssysteem, het Wetboek van Jutland. In de tijd van koning Waldemar IV had het kasteel negen torens en een verdedigingsmuur van bijna 800 meter lang.
Grote delen van het kasteel werden na het einde van de Zweedse oorlogen afgebroken om een paleis te bouwen voor prins George, de zoon van koning Frederik III. De prins heeft er nooit zijn intrek genomen en ook het paleis werd in de 18e eeuw afgebroken. In de buurt werden drie landhuizen gebouwd, waaronder Iselingen, dat begin 19e eeuw een ontmoetingsplaats werd voor veel vooraanstaande kunstenaars en wetenschappers.

## Huidig gebruik
Tegenwoordig is het kasteel een ruïne; delen van de 14e-eeuwse ringmuren zijn bewaard gebleven. Het enige volledig bewaard gebleven deel van het kasteel, de 26 meter hoge Gåsetårnet (Deens voor 'de ganstoren'), is het symbool van de stad. De naam komt van de gouden gans die op de torenspits zit. Hoewel de legende wil dat Waldemar IV het symbool gebruikte om de hanze te bespotten, is de waarheid dat de gans pas in 1871 werd aangebracht. De toren werd op 24 december 1808 overgedragen aan de nationale trust en was daarmee het eerste, beschermde historische monument in Denemarken.
Naast het kasteel is een botanische tuin en ook een museum. Er is een groter museum gepland met informatie over alle historische kastelen van Denemarken. De opgravingen van de kasteelruïne gaan door. Er vinden dan ook regelmatig archeologische opgravingen plaats.
In 2004 heeft de Danmarks Nationalbank ter ere van de toren een herdenkingsmunt van 20 Deense kroon uitgegeven.